# Scrap Teacher: Kyōshi saisei
Scrap Teacher: Kyōshi saisei (スクラップ・ティーチャー?, Sukurappu Tīchā: Kyōshi saisei) è un dorama giapponese in 9 puntate andato in onda nel 2008. La sua sigla è Mayonaka no Shadow Boy della band Hey! Say! JUMP.

## Trama
Kusaka è uno studente che frequenta una scuola di periferia abbandonata al degrado e destinata presto a chiudere per far posto ad altri più remunerativi edifici finanziari. Il povero ragazzo cerca d'imparare, nonostante tutti i problemi ambientali, compagni rissosi e bulletti ed insegnanti inetti e demotivati.
Il professor Sugi, giovane ventinovenne neoassunto, si assume tutto da solo il compito di dare a questi ragazzi, lasciati soli ed abbandonati a se stessi, un esempio e un modello da imitare; portandoli verso un'idea superiore dell'educazione. A differenza di tutti gli altri membri del corpo insegnante, egli è difatti ancora pieno di spirito idealista.
Un giorno nella classe in cui insegna, arrivano tre nuovi ragazzi, un po' strani e misteriosi: molto presto si renderà conto che i tre hanno una profonda e durevole influenza sia su di sé che sui compagni. Insieme si metteranno alla ricerca di nuovi valori da trasmettere.

## Interpreti e personaggi
Classe 2ª B
- Yūto Nakajima è Shuzaburo Kusaka
- Ryōsuke Yamada è Tōichi Takasugi
- Yūri Chinen è Eitarō Yoshida
- Daiki Arioka è Sugizō Irie
- Misaki Takahata è Misaki Sawatari
- Fūma Kikuchi è Fuma Kusumoto
- Kento Nakajima è Kento Minobe
- Sairi Ito è Sairi Osaki
- Asami Tanaka è Manami Shinagawa
- Mariya Nishiuchi è Mariya Ueno

Professori
- Yusuke Kamiji è Toranosuke Sugi
- Ai Kato è Yuko Taki
- Osamu Mukai è Satoshi Matsuo
- Norito Yashima è Hisakimi Takasu
- Yoko Minamino è Akimi Gōtokuji
- Takeshi Masu è Shosuke Enokido
- Kōji Nakamoto è Jon Sakita
- Seiji Rokakku è Hajime Yabuki

## Episodi
| Nº | Giapponese 「Kanji」 - Rōmaji                                                          | In onda          | In onda |
| Nº | Giapponese 「Kanji」 - Rōmaji                                                          | Giapponese       |         |
| 1  | 「ダメ教師VSスーパー中学生」 - Dame kyōshi VS sūpa naka gakusei                        | 11 ottobre 2008  |         |
| 2  | 「万引きの罪! 教師の罰!」 - Biki no tsumi! kyōshi no batsu!                            | 18 ottobre 2008  |         |
| 3  | 「学校裏サイト涙の書き込み」 - Gakkō ura saito namida no kakikomi                      | 25 ottobre 2008  |         |
| 4  | 「最弱ランナー涙のゴール」 - Saijaku ranna namida no gōru                              | 1º novembre 2008 |         |
| 5  | 「私は勝ち組! お局女教師に喝!」 - Watashi ha kachi kumi! o kyoku onna kyōshi ni katsu! | 8 novembre 2008  |         |
| 6  | 「疑惑の生徒会選挙に喝!」 - Giwaku no seitokai senkyo ni katsu!                        | 15 novembre 2008 |         |
| 7  | 「教師失格?! 恋のおまじない」 - Kyōshi shikkaku?! koi noomajinai                       | 22 novembre 2008 |         |
| 8  | 「教師救出!白馬に乗った中学生」 - Kyōshi kyūshutsu! hakuba ni tta naka gakusei         | 6 dicembre 2008  |         |
| 9  | 「さよなら スーパー中学生」 - Sayonara sūpa naka gakusei                               | 13 dicembre 2008 |         |